# Эйхфельд, Иоган Гансович
И́оган Га́нсович Э́йхфельд (25 января 1893, Пайде — 20 апреля 1989, Таллин) — советский биолог-селекционер и государственный деятель.

## Биография
Родился 13 (25 января) 1893 года в Вейсенштейне. В 1923 году окончил Петроградский агрономический институт, где был учеником Н. И. Вавилова.
В 1923—1930 годах был организатором и заведующим Хибинского сельскохозяйственного опытного пункта. В 1930—1940 годах после реорганизации пункта стал директором Полярного отделения, а затем и Полярной опытной станции ВИР. В 1935 году стал академиком ВАСХНИЛ. Сторонник и последователь Лысенко.
В 1940—1951 годы занимал должность директора ВИР. С 1946 года академик АН ЭССР (первый состав). С апреля 1950 по 28 марта 1968 года — президент Академии Наук Эстонской ССР. С 23 октября 1953 года — член-корреспондент АН СССР.
С 4 февраля 1958 по 12 октября 1961 года — Председатель Президиума Верховного Совета Эстонской ССР, одновременно с 27 марта 1958 по 8 декабря 1961 года — заместитель Председателя Президиума Верховного Совета СССР. Член КПСС с 1961 года. Делегат XXII съезда КПСС. Депутат Верховного Совета СССР 4—7-го созывов.
Скончался 20 апреля 1989 года в Таллине.

## Работы
Занимался в основном проблемами продвижения сельскохозяйственных культур в районы Крайнего Севера, мелиорации и окультуривания болотных и минеральных почв севера и агротехникой. Является автором нескольких скороспелых сортов основных культур, районированных на севере.

## Награды и премии
- Герой Социалистического Труда (1963)
- шесть орденов Ленина (30 декабря 1935; 27 октября 1949; 20 июля 1950; 13 июля 1954; 1 марта 1958; 25 января 1963)
- Орден Октябрьской Революции (26 января 1973)
- два ордена Трудового Красного Знамени (10 сентября 1945; 3 февраля 1953)
- орден Дружбы народов (24 января 1983)
- два ордена «Знак Почёта» (1 октября 1965; 17 сентября 1975)
- медали
- Сталинская премия I степени (10 апреля 1942) — за общеизвестные работы по теории и практике земледелия на Крайнем Севере СССР